# Cosimo de Torres
Cosimo de Torres (Roma, 1584 - Roma, 1º de maio de 1642) foi um cardeal do século XVII

## Biografia
Nasceu em Roma em 1584, Roma. Filho de Marchis Giovanni de Torres e Giulia Mattei, princesa de' Papareschi, duquesa de Giove. Sobrinho dos cardeais Girolamo Mattei (1586) e Ludovico de Torres , iuniore (1606). Seu primeiro nome também está listado como Cosmo e Cosma. A família era originária de Málaga, na Espanha, e se estabeleceu em Roma na primeira metade do século XVI.
Estudou na Universidade de Perugia, onde obteve o doutorado in utroque iure , tanto em direito canônico quanto em direito civil.
Atribuído ao colégio de protonotários apostólicos sob os auspícios de seu tio materno, o cardeal Mattei. Referendário dos Tribunais da Assinatura Apostólica da Justiça e da Graça desde 1608.
Eleito arcebispo titular de Adrianopoli, com dispensa por ainda não ter recebido o presbitério, em 17 de março de 1621. Consagrado, domingo, 25 de abril de 1621, igreja de S. Andrea della Valle, pelo cardeal Maffeo Barberini, coadjuvado por Diofebo Farnese, patriarca titular de Jerusalém, e por Volpiano Volpi, arcebispo-bispo de Novara. Na mesma cerimônia também foi consagrado Giovanni Mascardi, bispo de Nebbio. Núncio na Polônia, de 21 de maio de 1621 a 2 de dezembro de 1622.
Criado cardeal sacerdote no consistório de 5 de setembro de 1622; recebeu o gorro vermelho e o título de S. Pancrazio, 20 de março de 1623. Prefeito da SC do Conselho Tridentino, 22 de maio de 1623 até 1626. Abade de S. Maria di Perno, 13 de junho de 1623. Abade de S. Giovanni di Tremisto. Abade de S. Nicola di Mamola. Participou do conclave de 1623, que elegeu o Papa Urbano VIII. Transferido para a sé de Perugia em 16 de setembro de 1624. Camerlengo do Sagrado Colégio dos Cardeais, de 9 de janeiro de 1634 a 8 de janeiro de 1635. Promovido à sé metropolitana de Monreale em 3 de abril de 1634. A sé havia sido ocupada por seu tio-avô Ludovico II de Torres e seu tio, o cardeal Ludovico III de Torres. Optou pelo título de S. Maria em Trastevere, a 1 de julho de 1641.
Morreu em Roma em 1º de maio de 1642, para onde fora para se recuperar de hidropisia. Enterrado perto do altar-mor da igreja de S. Pancrazio, Roma, ao lado do túmulo de seu tio, o cardeal Ludovico Torres, que agora está enterrado na catedral metropolitana de Monreale.